# Joseph Yobo
Joseph Phillip Yobo, född 6 september 1980 i Kono, är en nigeriansk före detta fotbollsspelare (försvarare) som spelade för turkiska Fenerbahçe SK. Han var även lagkapten för Nigerias landslag.
Han är yngre bror till den före detta fotbollsspelaren Albert Yobo. I början av juli 2008 kidnappades hans yngre bror Norum Yobo i Port Harcourt, Rivers, Nigeria. Han släpptes efter 12 dagar den 17 juli 2008.
Han kom till Everton inför säsongen 2002/2003 från Olympique de Marseille i Ligue 1 för en miljon pund, men som kunde stiga till fem miljoner beroende på hur bra det gick för honom. Evertons tränare David Moyes fick upp ögonen för den då 21-årige backen under VM i Japan/Sydkorea 2002 och skrev då ett ettårskontrakt med Yobo med option på fyra år till.